# AM-087
AM-087 je analgetski lek koji deluje kao kanabinoidni agonist. On je derivat Δ8THC supstituisanog u 3-poziciji bočnog lanca. AM-087 je potentan CB1 agonist sa Ki od 0,43 nM, te je oko 100x potentniji od THC. Dodatna aktivnost je verovatno posledica glomaznog bromnog supstituenta na bočnom lancu.